# Lac Miyagase
Le lac Miyagase (宮ヶ瀬湖) fait partie du district de Aikō de la préfecture de Kanagawa au Japon, situé entre Sagamihara et Atsugi. Les monts Tanzawa, dont le mont Hiru, sont visibles depuis le lac. Il s'agit d'un réservoir artificiel alimenté par le barrage de Miyagase qui fournit de l'eau potable à Yokohama et Tokyo.

## Galerie

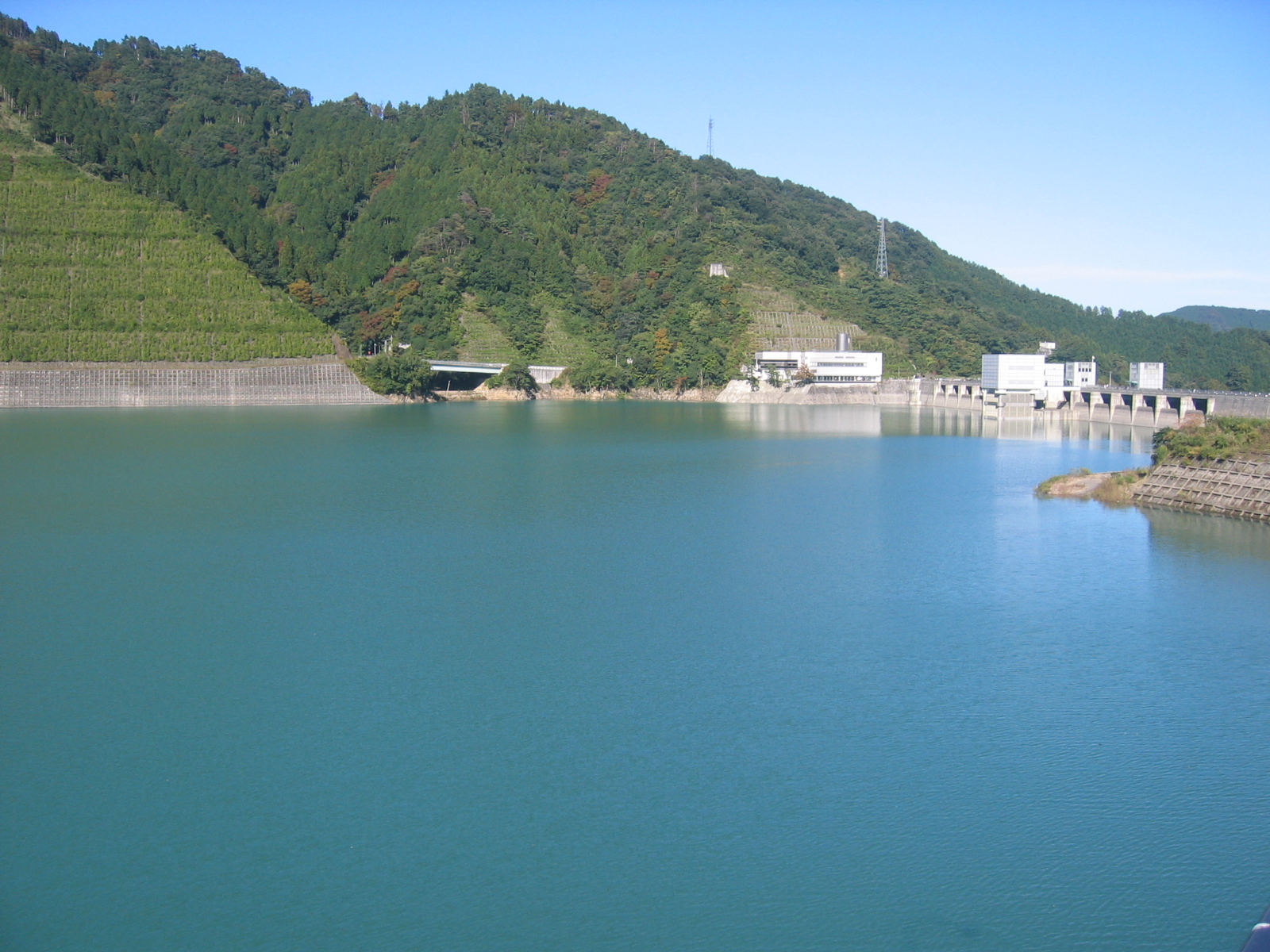
Le lac et le barrage de Miyagase
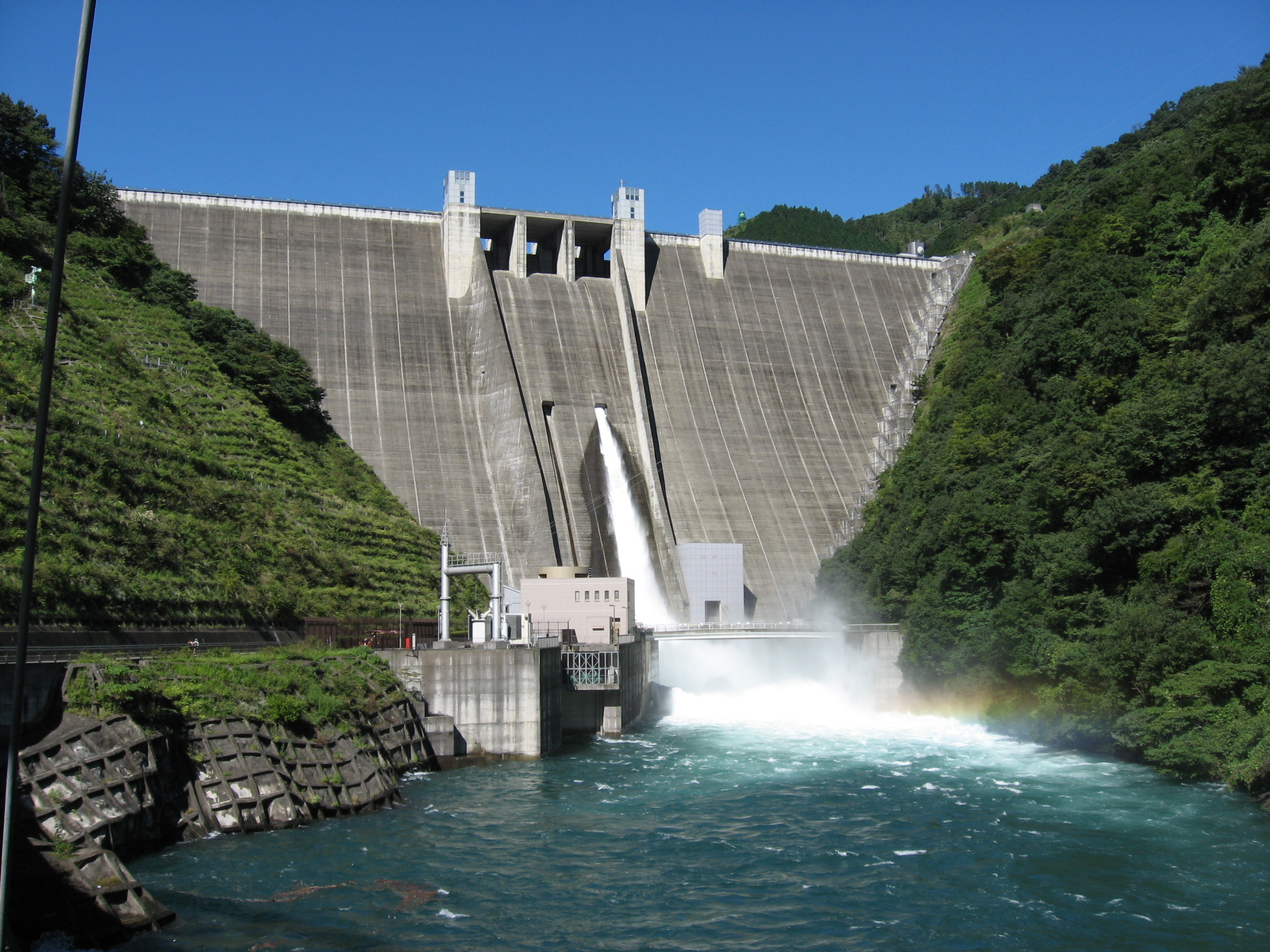
le barrage de Miyagase
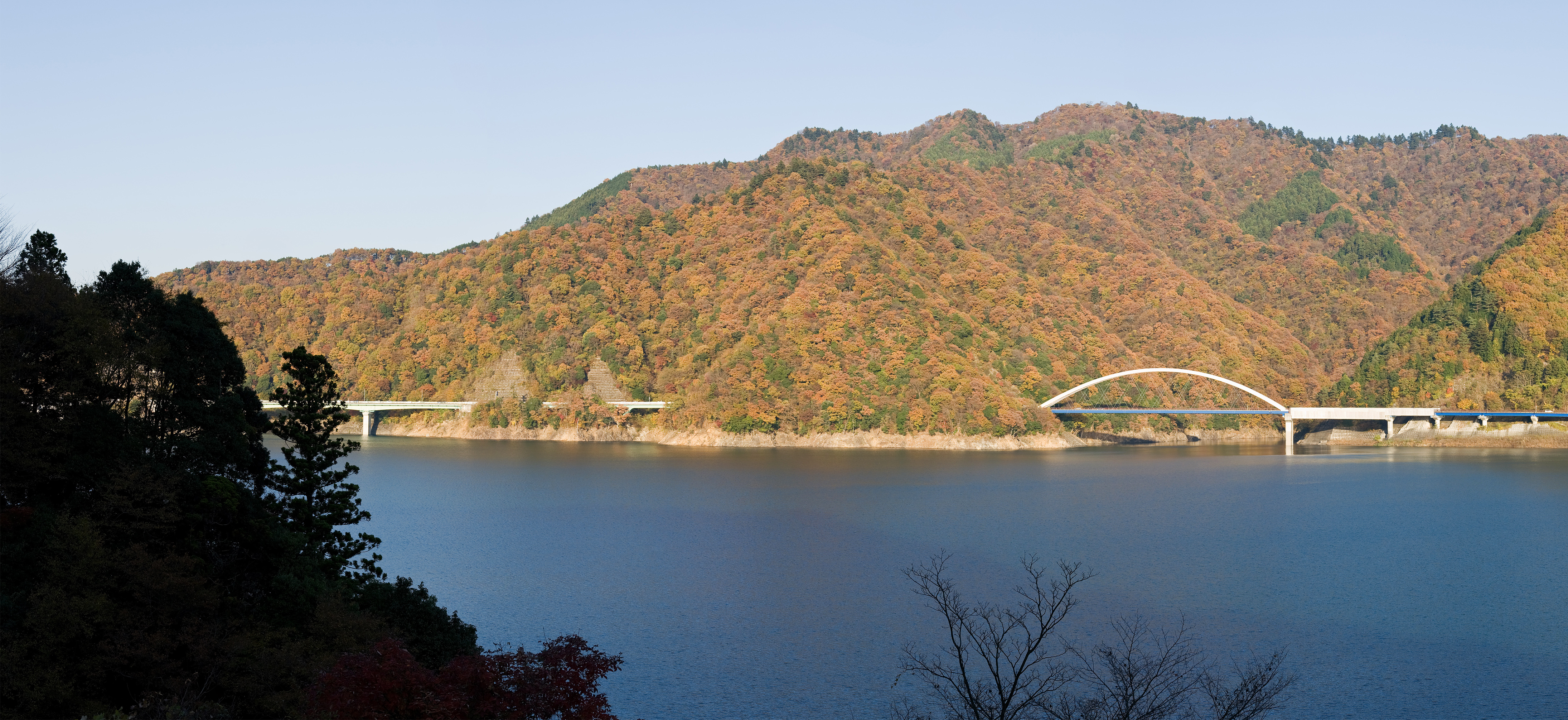
Le lac et la pointe Bukka